# Altlindenau (Radebeul)
Die Straße Altlindenau ist eine etwa 600 Meter lange Innerortsstraße in der sächsischen Stadt Radebeul. Sie stellt den eigentlichen Siedlungskern des ursprünglichen, wohl zwischen 1200 und 1230 gegründeten, Straßendorfs Lindenau dar. Im weiteren Sinn bezeichnet Altlindenau nicht nur die eigentliche Straße, sondern auch den mittelalterlichen Siedlungskern des heutigen Stadtteils. Die Straße ist Teil der sächsischen Kreisstraße 8018.

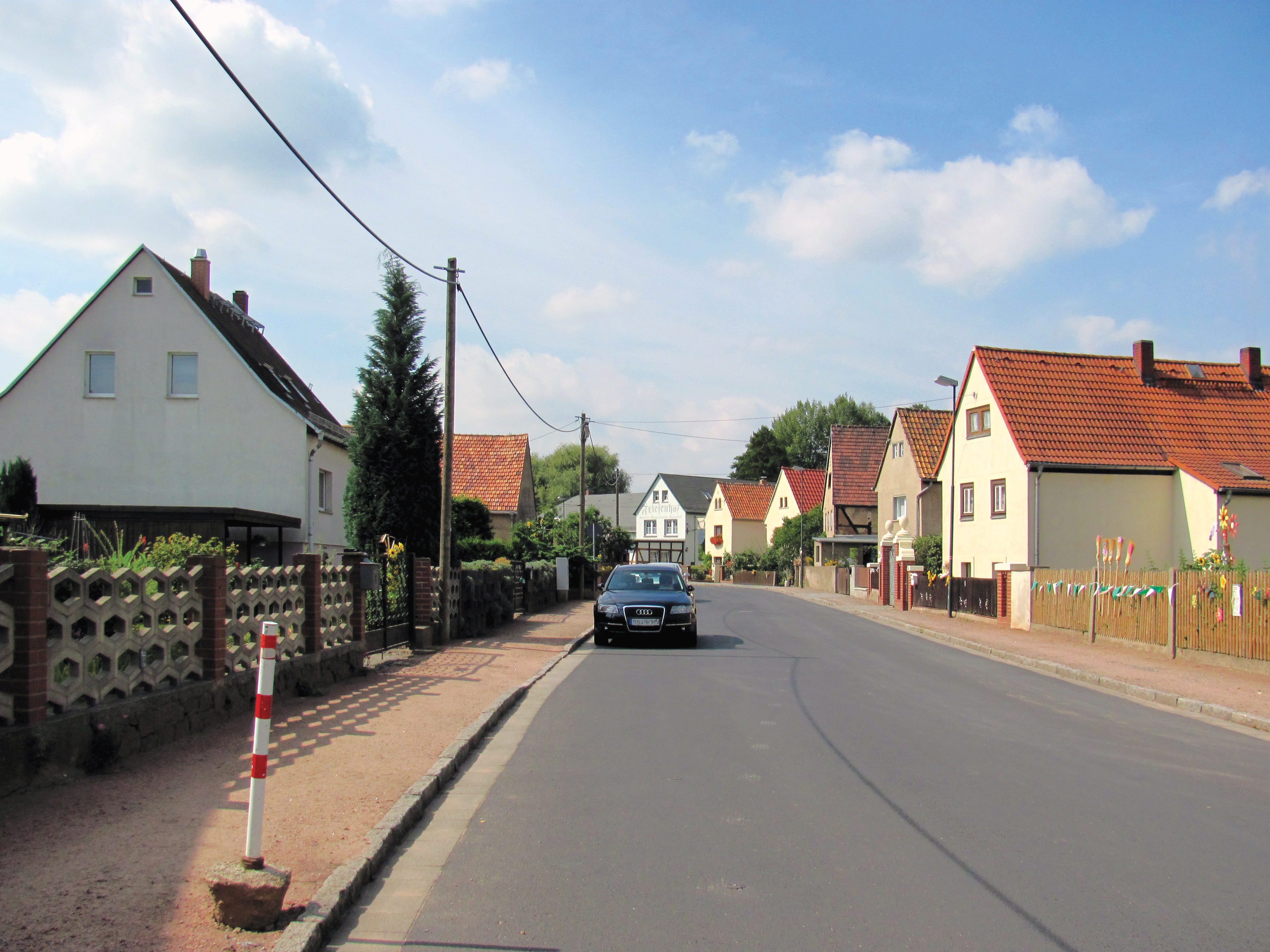
Dorfstraße Altlindenau

## Ortslage und Bebauung

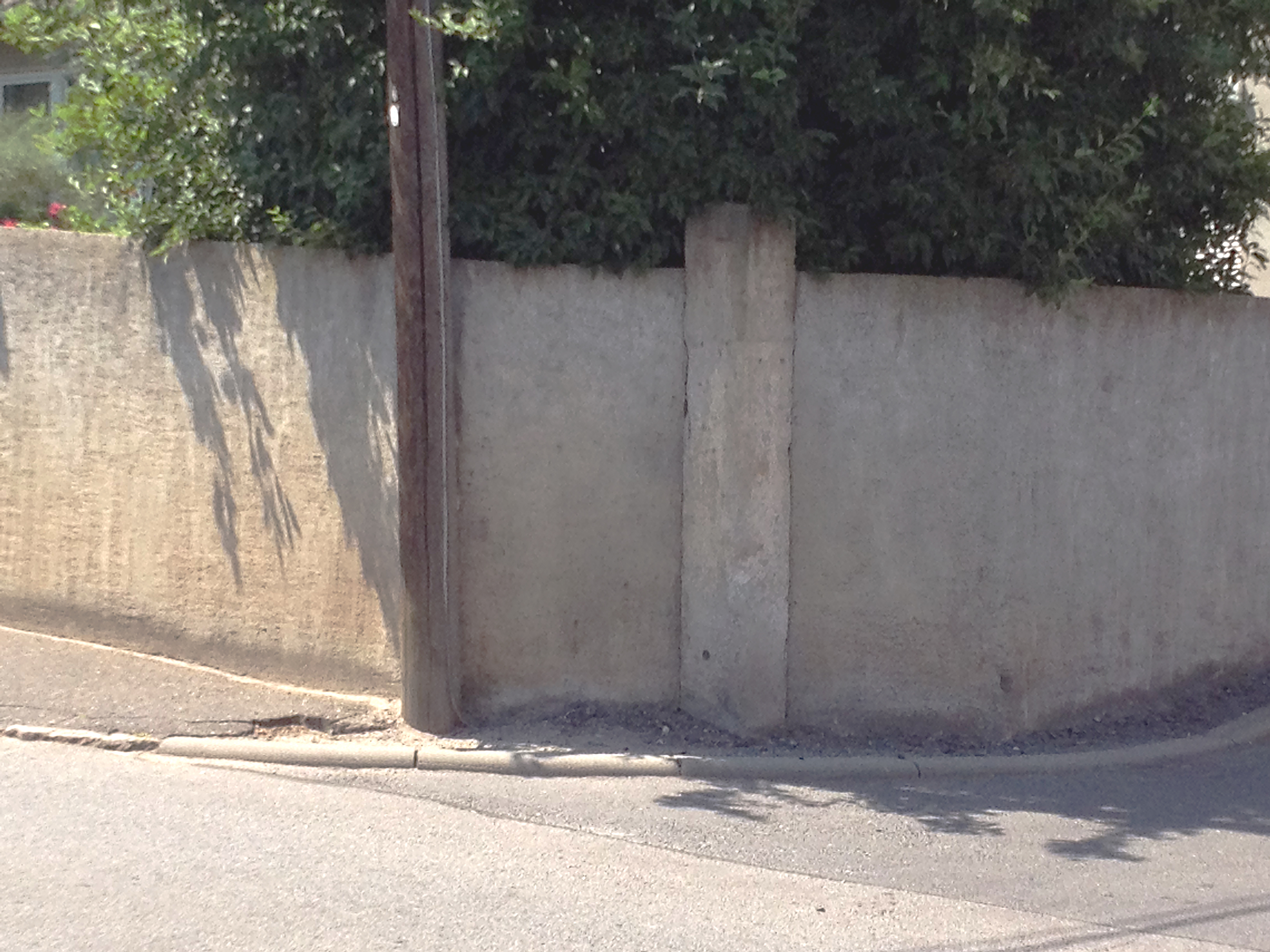
Der von der zu Lindenau gehörenden Grundstücksmauer Moritzburger Straße 105 umfasste Wegweiserstein markiert den Beginn von Altlindenau; rechts geht es in die Jägerhofstraße.

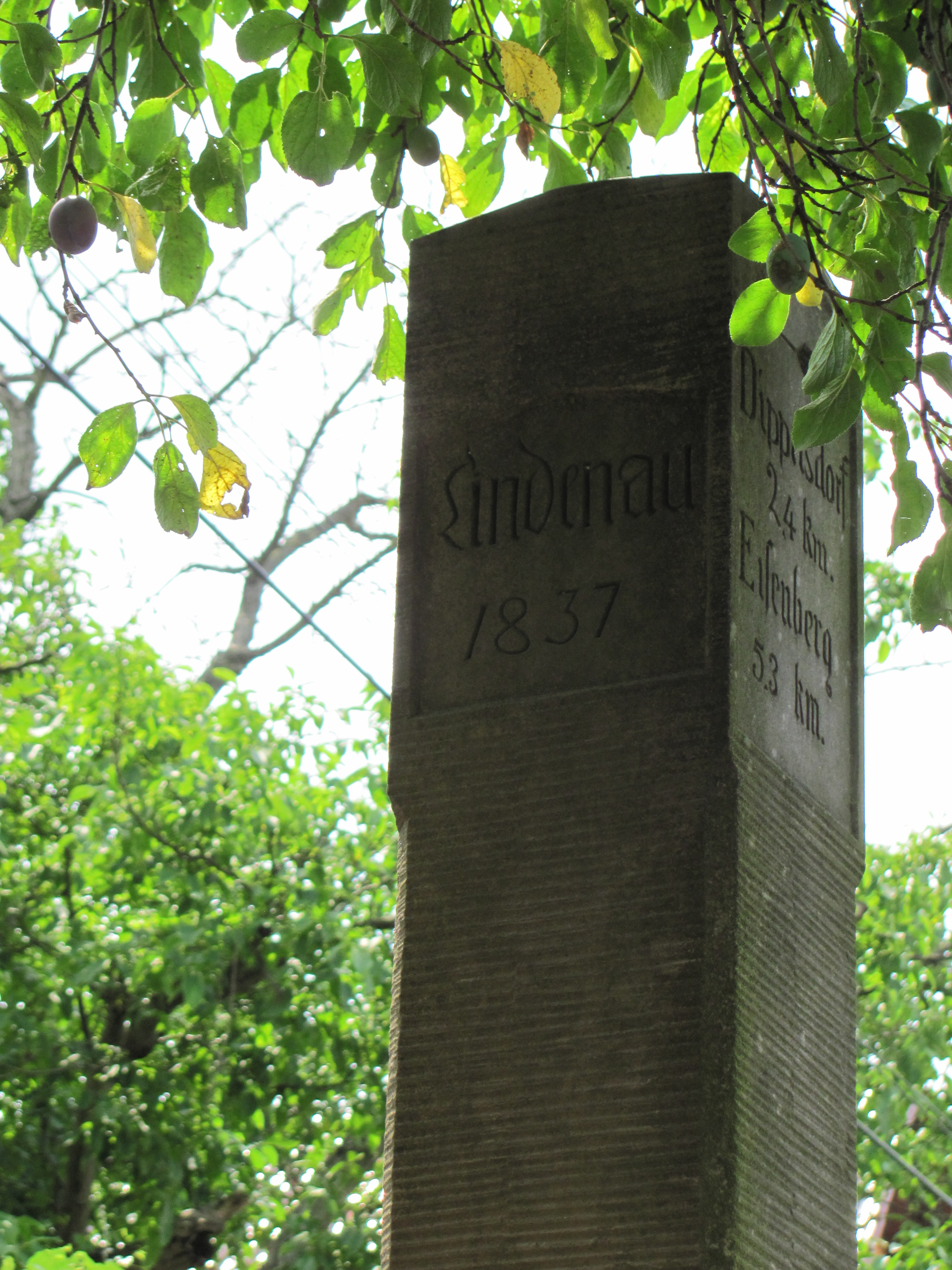
Erneuerter Wegweiserstein bei Altlindenau 33

Am Ende der Radebeuler Ausfallstraße nach Moritzburg, der Moritzburger Straße, verlängert der Straßenzug Altlindenau die Kreisstraße und geht selbst in die Dippelsdorfer Straße über, die bis zur Ortsgrenze zu Dippelsdorf führt. Die Straße verläuft in nordnordöstlicher Richtung über das Hochland oberhalb der eigentlichen Stadt Radebeul im Elbtalkessel.
Altlindenau beginnt als Verlängerung der Moritzburger Straße an der Kreuzung mit der Jägerhofstraße. Die ungeraden Nummern 1–33 liegen östlich der Dorfstraße, die geraden Nummern 2–36 liegen westlich. Nach Osten zweigt Altlindenau zum Friedewaldweg ab; dort liegen noch die Hausnummern bis 37. Auf der westlichen Straßenseite kommt nach dem Abzweig zum Steinbergweg noch die Nummer 38/38a, dann geht Altlindenau beim westlichen Abzweig zum Drosselweg in die Dippelsdorfer Straße über.
Einige Bauernhöfe (Nrn. 1, 18, 20, 24, 26, 28, 33) des Dorfkerns Altlindenau stehen heute unter Denkmalschutz, sie sind alle Wiederaufbauten aus dem 19. Jahrhundert von im Regelfall abgebrannten Wohnstallhäusern.
Auf der Westseite in mittiger Ortslage findet sich unter der Adresse Altlindenau 16 das ehemalige Einhufengut, der 1639 ersterwähnte Gasthof zu Lindenau, heute Friesenhof. Am nordöstlichen Ende, unter der Adresse Altlindenau 35, befanden sich Mieth’s Weinstuben, gegenüber denen bei Erdarbeiten der ehemalige Pestfriedhof von Lindenau wiederentdeckt wurde.

## Namensgebung
Lange Zeit führte die Dorfstraße von Lindenau wohl keinen amtlichen Namen; noch im Adressbuch Radebeul von 1920, nach der Eingemeindung Lindenaus nach Kötzschenbroda, wurden im Kapitel Kötzschenbroda sowohl die Kötzschenbrodaer Straßen als auch diejenigen in Oberkötzschenbroda mit Namen aufgeführt, während am Ende lediglich ein Abschnitt Ortsteil Lindenau folgt, in dem ohne Straßennamen die Ortslagenummern 1–39 mit ihren Bewohnern aufgelistet sind.
Der amtliche Name Altlindenau, eventuell auch in der Schreibung Alt-Lindenau, wurde 1925 vergeben.